# Pradejón
Pradejón è un comune spagnolo di 3 359 abitanti situato nella comunità autonoma di La Rioja.

## Economia
L'economia è principalmente agricola; la produzione principale è quella di funghi (champignon).